# Cine Marrocos
O Cine Marrocos, é uma sala de cinema situada no piso térreo de um prédio de escritórios, de 12 andares, de mesmo nome, localizado na Rua Conselheiro Crispiniano - nº 397, no centro da capital de São Paulo. Seu bordão era "O melhor e mais luxuoso cinema da América Latina". Inaugurado para o público em 25 de janeiro de 1951, com projeto do arquiteto João Bernardes Ribeiro, foi construído pela Construtora Brasília, tendo como engenheiro responsável Nelson Scuracchio. A decoração, inspirada na s histórias das "Mil e Uma Noites", ficou a cargo de Jacques Monet, enquanto a montagem do palco, cortinas e tapeçaria ficaram a cargo de José Maestre.

## História

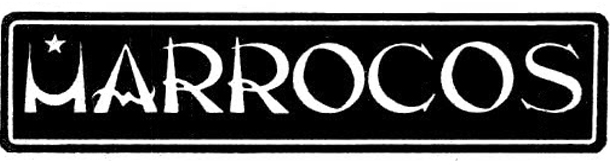
Cine Marrocos

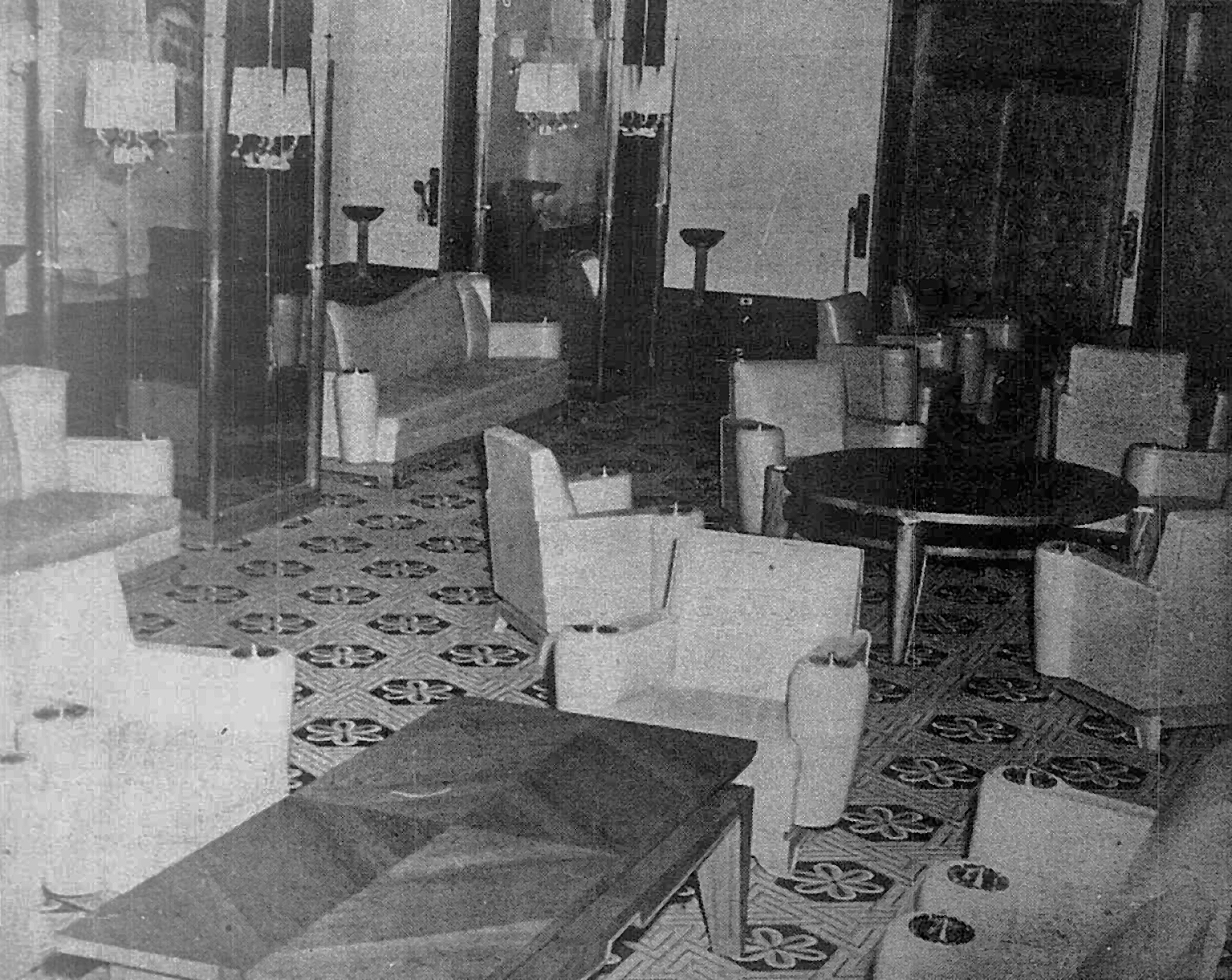
Detalhe da sala de espera do Cine Marrocos

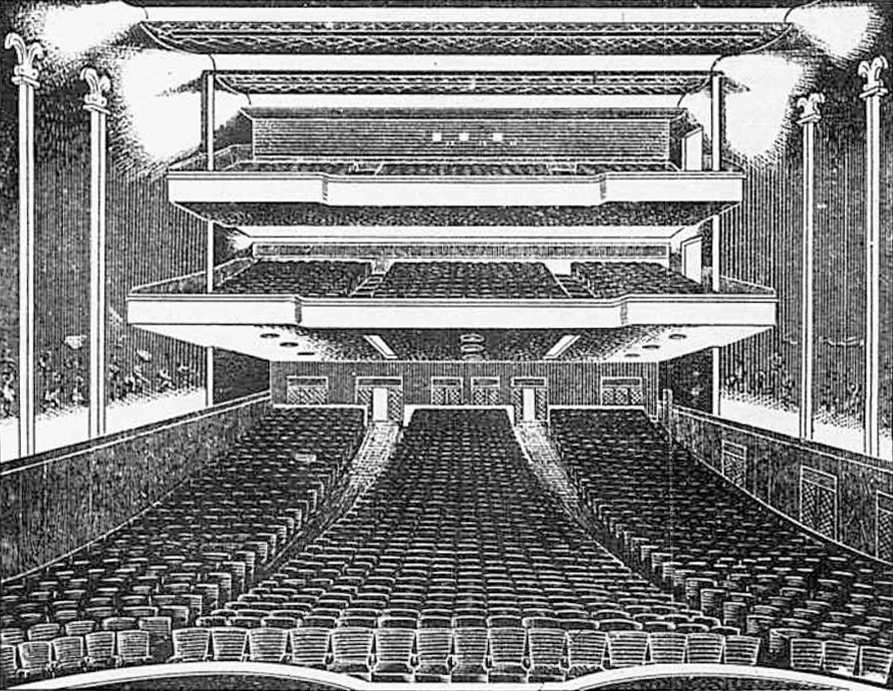
Croqui da Platéia do Cine Marrocos

Da exibição como atração em parques de diversão e feiras até a primeira sala regular de exibição de filmes de São Paulo, em 1906, o cinema já mostrava a predileção do paulistano por essa forma de entretenimento. O surgimento das primeiras grandes salas nos anos 1920 já evidenciava um vigoroso desenvolvimento desse mercado. O número crescente de cinéfilos na capital durante a época de ouro do cinema de Hollywood promoveu o surgimento de verdadeiros palácios, espelhados nos grandes teatros da Broadway. Na década de 1950, o centro novo de São Paulo já concentrava um grande número dessas salas suntuosas, a maior parte delas nas avenidas Ipiranga e São João, principalmente entre o Largo do Paissandú e a Praça Júlio Mesquita. A taxa de ocupação das salas de São Paulo, em meados dos anos 1950, era maior que a de muitos países da Europa.
A inauguração do Cine Marrocos, anunciado como o "mais luxuoso da América Latina" foi cercada de grande pompa. Em sua pré-estreia, no dia 24 de janeiro de 1951, á tarde, houve uma solenidade com a presença de membros da sociedade paulistana, cinematografistas e repórteres, aos quais foi apresentada a magnitude do projeto. A entrada se dava por uma escadaria de mármore que levava ao hall, guardado por colunas revestidas de mármore, de onde se chegava às bilheterias. Após as bilheterias se entrava em um átrio, ornamentado com uma fonte com mosaicos em vidrotil, ao seu centro. Do átrio saiam as escadas de acesso aos balcões e, a sua frente, um amplo salão de espera para o público da platéia. Nesse átrio, a esquerda de quem entra, um bar espaçoso com mesinhes e cadeiras. A sala de exibição, com ar-condicionado, comportava 1.870 espectadores sentados, em poltronas de couro. O filme de estreia, que teve sessão especial à meia-noite, foi "Memórias de um Médico" (Black Magic - 1949) de Edward Small, adaptação do romance Joseph Balsamo de Alexandre Dumas, com direção de Gregory Ratoff e estrelando Orson Welles como Cagliostro e Nancy Guild. Em 1954, ano do IV Centenário da Cidade de São Paulo, abrigou, junto com o Museu de Arte Moderna, o I Festival Internacional de Cinema do Brasil. Era o auge dos teatros de cinema em São Paulo.

### Evolução das salas de cinema dos anos 1940-1970
A euforia vivida pelo setor à época do IV Centenário apenas abafou os sinais que prenunciavam uma queda de público. No final dos anos 1940, surpreendido por uma greve contra o tabelamento do preço dos ingressos o paulistano foi privado de assistir aos filmes do circuito comercial. O tabelamento do preço dos ingressos foi um importante contribuinte para a crise do setor. Para poderem cobrar o preço máximo estabelecido grande parte das salas de São Paulo transformaram-se em lançadoras de filmes, com a exibição simultânea da mesma película em um número cada vez maior de salas para assim obter uma maior rentabilidade. Isso favorecia os grandes circuitos em detrimento daqueles que possuiam apenas uma ou duas salas, condenados a exibir sempre fitas comercialmente mais fracas e, com isso, sujeitos a uma queda na sua taxa de frequência. E, os cinemas lançadores nos bairros também eram prejudicados porque o público, pagando o mesmo preço, preferia ir aos cinemas da Cinelândia, por causa do seu glamour. Em 1949, pela primeira vez, o setor se preocupava com as taxas de crescimento de público, inferiores a média dos últimos 10 anos. A causa, suspeitava-se, era a diminuição do poder aquisitivo. A retração trouxe, como consequência direta, a piora nas condições de manutenção das salas. Ainda em 1949, foi lançada a Companhia Cinematográfica Vera Cruz, que por problemas de distribuição, fechou suas portas em 1954. Apesar da resistência dos exibidores em colocá-las em cartaz, e contando também com a antipatia da crítica especializada, as pornochanchadas obtinham enorme sucesso junto as platéias consideradas menos exigentes. Nesse ano de 1954, a imprensa já criticava o estado de conservação de boa parte das salas e a qualidade dos filmes apresentados, compulsoriamente estrangeiros e, em sua grande maioria, americanos. Em 1957, as dez salas de maior público estavam no Centro (no final dos anos 1940 eram 6 em 10), indicando, sob o olhar do conjunto de cinemas da cidade, que as salas dos bairros estavam sofrendo um esvaziamento. A partir dos anos 1960 o retraimento do público fica ainda mais evidente e é um fenômeno mundial que atingiu a Europa e os EUA, com o consequente desmantelamento do sistema de estúdios de Hollywood. A partir dos 1960 e 70, a televisão já era um componente importante dessa crise, mas não o único. O crescimento da cidade e o saturamento do Centro levaram à especulação imobiliária, o que fechou alguns de seus cinemas para a criação de negócios mais lucrativos e fez surgir novos bairros, com novas salas de cinema. Salas foram criadas na Av. Paulista, Jardins e Pinheiros, como o Gazetão, Paulistano, Trianon, Astor e o Iguatemi, com a consequente migração do centro cultural. A Cinelândia já não detinha mais o monopólio das grandes inaugurações e principais lançamentos. Estas transformações, a degradação e o avanço da Boca do Lixo (mercado  pornográfico), afastaram o público dos palácios cinematográficos do centro, que para sobreviver dividiram suas platéias em salas menores, aumentando assim a oferta de títulos buscando o aumento de sua taxa de ocupação e muitas também recorreram a especialização em um segmento, oferecendo filmes de bangue-bangue, eróticos ou de artes marciais.
O Cine Marrocos, após ter sido interditado por não veicular filmes nacionais pelo Instituto Nacional do Cinema (INC), em 1972, sofreu uma reforma e foi dividido em duas salas: Marrocos e Marrocos Pullman. Daí em diante, também começou a exibir pornochanchadas em suas salas. A partir do início da década de 1980, exibia apenas filmes pornográficos. Tombado pelo CONPRESP, em 1992, no processo de tombamento do Vale do Anhangabaú, o cine Marrocos encerrou suas atividades em 1994, e começou a ser alugado para eventos. O prédio foi desapropriado em 2010 pela Prefeitura de São Paulo, que estudava abrigar ali a Secretaria Municipal de Educação (SME). Em 2013, o prédio foi ocupado pelo Movimento dos Sem Teto do Sacomã (MSTS), composto, em sua maioria, por estrangeiros que encontravam dificuldades em alugar ou até mesmo comprar um imóvel no país. A reintegração de posse, pela Prefeitura de São Paulo, ocorreu apenas em 2016.

## Documentários
Marrocos (2017) — DI BELLA, Gabi; CHRIST, Gui (Gringo Coletivo)(2017). "Marrocos". Lovely House: São Paulo. 128 páginas. ISBN 9788592286606.

Fotolivro dos fotógrafos Gabi Di Bella, argentina radicada em Porto Algre (RS), e Gui Christ, de São Paulo, que formaram o Coletivo Gringo. Seu primeiro projeto, Marrocos, mostra a organização social por andares do edifício durante sua ocupação, por quase 3.000 pessoas de 25 países diferentes, e mesclando arte, storytelling e jornalismo, que retratam os reflexos das crises social, migratória e urbana que afetam a maior metrópole da América Latina através das imagens dos habitantes dessa comunidade vertical e de suas identidades. Foi eleito um dos 100 melhores ensaios documentais de 2016 pela revista European Photography da Alemanha, recebeu o 1º Prêmio Fotolivro da DOC Galeria, foi um dos finalistas no Prêmio Diário Contemporâneo e Prêmio Nacional de Fotografia Pierre Verger e, ainda, selecionado para a 7ª edição do Foto em Pauta de Tiradentes, o Magnum 70th Rio e o PhotoEspaña – Descubrimientos PHE2018.
Cine Marrocos — CALIL, Ricardo (2018). "Cine Marrocos". 00:70:00 h. colorido. Em português.

Por uma semana a produção do filme reativou o cinema, com tela, projetor e cadeiras. Os moradores foram convidados a assistir os  filmes exibidos ali no I Festival Internacional de 1954. Após a projeção, 25 moradores participaram de uma oficina de interpretação e reencenaram algumas cenas dos clássicos. O levou o prêmio de melhor documentário no É Tudo Verdade, em 2019, e a Pomba de Ouro, na categoria Next Masters, do DOK Leipzig, um dos festivais de documentários mais importantes do mundo, em 2018.